# Nanango
Nanango – miasto w Australii, w stanie Queensland.